# Savigné

Savigné este o comună în departamentul Vienne, Franța. În 2009 avea o populație de 1,316 de locuitori.